# Nu öppnar vi våra hjärtan
Nu öppnar vi våra hjärtan är en psalm med text och musik från Panama. Texten är översatt till svenska 1996 av Per Harling.

## Publicerad som
- Nr 729 i Verbums psalmbokstillägg 2003 under rubriken "Helg och gudstjänst".
- nr 875 i Sång i Guds värld Tillägg till Svensk psalmbok för den evangelisk-lutherska kyrkan i Finland 2015 under rubriken "Gudstjänstlivet".